# Argyra javanensis
Argyra javanensis är en tvåvingeart som beskrevs av Van Duzee 1931. Argyra javanensis ingår i släktet Argyra och familjen styltflugor. Inga underarter finns listade i Catalogue of Life.